# Der verheiratete Junggeselle
Der verheiratete Junggeselle ist eine US-amerikanische Stummfilmkomödie aus dem Jahr 1926 von Robert Z. Leonard mit Conrad Nagel und Claire Windsor in den Hauptrollen. Der Film wurde von Metro-Goldwyn-Mayer produziert.

## Handlung

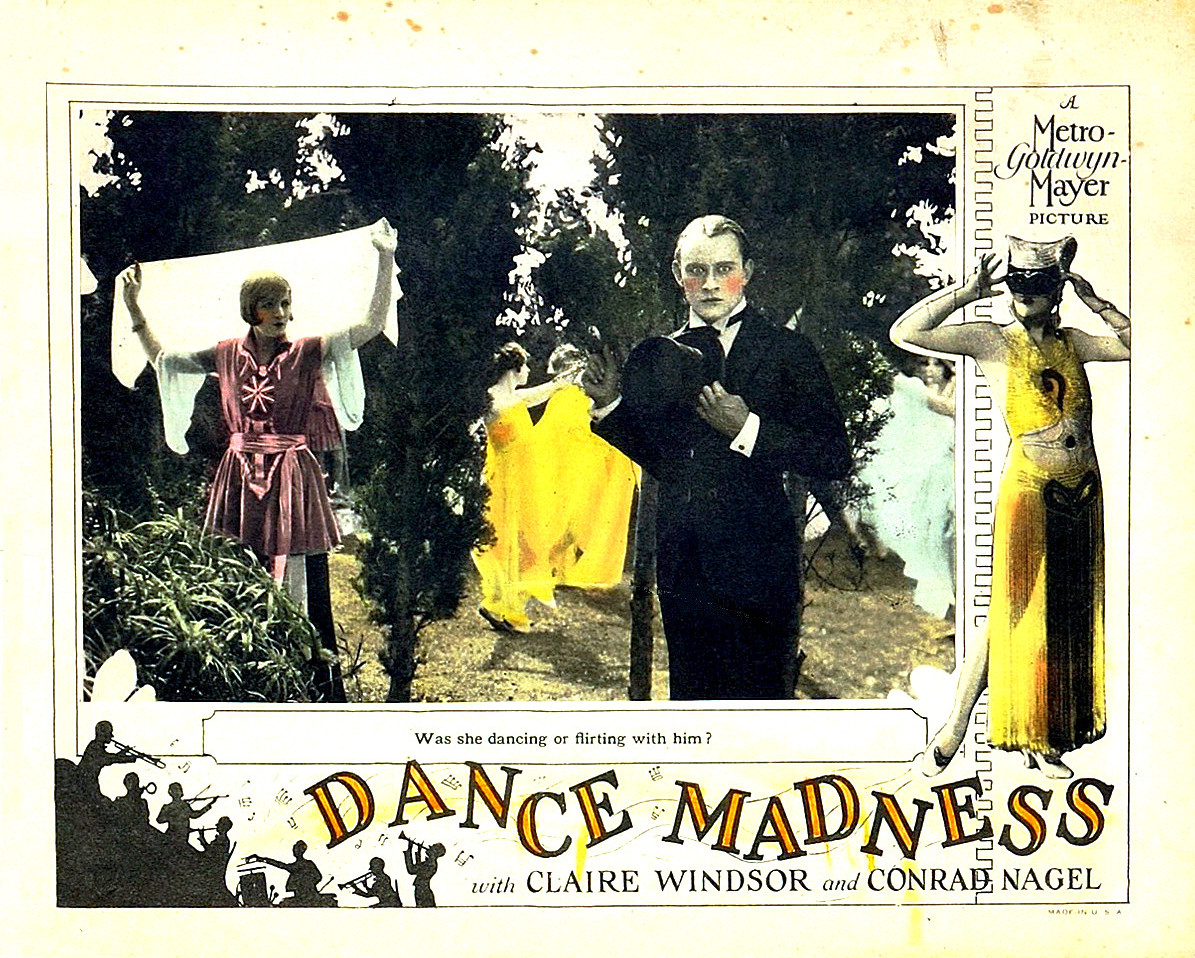
Aushangfoto

Roger Halladay hat eine Schwäche für Alkohol und Tanz. Er verliebt sich unsterblich in May Anderson, eine klassische Tänzerin. Die beiden heiraten schließlich, das Paar zieht nach Paris. Nach einem Jahr schwindet Rogers Liebe und er verliebt sich in eine maskierte russische Tänzerin namens Valentina. May spürt die Verbindung und besucht Valentina, um an ihren Sinn für Ehre zu appellieren. Dabei erfährt sie, dass Valentinas Ehemann Strokoff ihr alter Tanzlehrer ist. Die drei beschließen, sich auf Rogers Kosten zu amüsieren und ihn gleichzeitig von seiner Verliebtheit zu heilen. May verkleidet sich mehrere Tage lang erfolgreich als Valentina, wird dann aber entdeckt, als ihre Maske abrutscht. Roger versucht jedoch, sie davon zu überzeugen, dass er die ganze Zeit wusste, dass sie es war.

## Hintergrund
Laut einer Meldung vom 23. Mai 1925 waren zunächst Aileen Pringle und Lew Cody für die Hauptrollen vorgesehen. Einen Monat später bekannt gegeben, dass Irving Cummings, der kürzlich einen Vertrag mit MGM unterzeichnet hatte, die Regie des Films übernehmen sollte, der auf einer Geschichte von S. J. Kaufman und Max Marcin basierte. Die Presse identifizierte am 28. Juli 1925 Kaufman als Autor der Geschichte, Marcin als Autor der Adaption und Alice D. G. Miller als Drehbuchautorin. Zudem wurde berichtet, dass Christy Cabanne die Regie übernommen hatte. Cabanne wurde durch Robert Z. Leonard ersetzt, wie in einem Kurzbericht vom 8. November 1925 bestätigt wurde, wonach die Dreharbeiten in den MGM-Studios in Culver City begonnen hatten, mit Claire Windsor und Conrad Nagel in den Nebenrollen. Die Produktion endete wahrscheinlich Ende Dezember 1925, da der Schnitt unter der Aufsicht von Robert Z. Leonard bereits Anfang Januar 1926 im Gange war, wie aus einem Presseartikel vom 10. Januar 1926 hervorgeht.
Am 11. Januar 1926 wurde der Film veröffentlicht.
James Basevi und Erté oblag die künstlerische Leitung. Basevi war zudem zusammen mit Cedric Gibbons für das Szenenbild zuständig.
Da keine Kopien der sieben Filmrollen existieren, gilt der Film als verschollen.

## Kritiken
George T. Pardy beschrieb den Film im Magazin Motion Picture News als bemerkenswert schöne Produktion, attraktiv inszeniert mit einer leichtgewichtigen humorvollen Geschichte.